# Chiesa di Santo Stefano Protomartire (Valsamoggia)
La chiesa di Santo Stefano Protomartire, o più semplicemente chiesa di Santo Stefano, è la parrocchiale di Bazzano, frazione-capoluogo del comune sparso di Valsamoggia, in città metropolitana ed arcidiocesi di Bologna; fa parte del vicariato delle Valli del Reno, Lavino e Samoggia.

## Storia
Forse la primitiva cappella bazzanese sorse in età bizantina, anche se la sua esistenza è attestata a partire solo dall'VIII secolo. Per i secoli successivi passò ripetutamente dall'arcidiocesi di Bologna a quella di Modena e viceversa, finché nel 1398 papa Bonifacio IX la assegnò definitivamente all'arcivescovo di Bologna; la chiesa venne allora sottoposta alla pieve di Sant'Andrea in Corneliano.
In un disegno datato 1585 si nota come l'edificio avesse ancora l'abside rivolta a levante e l'ingresso a ponente; nel giro di alcuni decenni tuttavia l'orientamento fu ruotato di 180 gradi.
Il campanile venne eretto tra il 1721 e il 1728 per volere di don Leonardo Cilli, mentre il presbiterio fu edificato tra il 1782 e il 1784 su disegno di Francesco Tadolini; poi, tra il 1793 e il 1794 si procedette all'ingrandimento della sagrestia.
Nel 1889, in seguito all'incremento della popolazione del paese, don Adolfo Zamboni decise di ampliare la struttura; così, nel 1894 fu realizzata la navata laterale destra, progettata da Vincenzo Brighenti. Alcuni anni dopo, tra il 1913 e il 1916 su progetto di Adolfo Pasti la navata centrale venne sopraelevata e fu costruita la nuova facciata; nel 1925 iniziarono i lavori di realizzazione della navata sinistra, terminati poi solo nel 1939 a causa della mancanza di fondi.
L'edificio fu però distrutto quasi del tutto durante un bombardamento il 25 febbraio 1945; la prima pietra della nuova parrocchiale venne posta nel 1948 e la chiesa fu ultimata nel 1960.
Nel 1965 si procedette all'adeguamento liturgico postconciliare, che previde la rimozione della balaustra del presbiterio e l'aggiunta del nuovo altare rivolto verso l'assemblea; tra il 2005 e il 2006 la chiesa venne poi totalmente risanata e restaurata.

## Descrizione

### Esterno
La facciata a salienti della chiesa, in mattoni, presenta centralmente il portale d'ingresso, a cui s'accede percorrendo alcuni scalini e ai lati del quale vi sono quattro arcate sorrette da colonne in muratura; in alto si apre il rosone.
Annesso alla parrocchiale è il settecentesco campanile, la cui cella presenta una monofora per lato; come coronamento v'è la cuspide piramidale.

### Interno
L'interno dell'edificio è suddiviso da archi a tutto sesto in tre navate; tra un arco e un altro le pareti sono scandite da paraste corinzie sorreggenti il cornicione sopra cui s'imposta la volta a botte lunettata.
Qui sono conservate diverse pregevoli opere, tra cui la pala con soggetto Santo Stefano Protomartire, eseguita nel 1637 dal marchigiano Simone Cantarini, le quattordici stazioni della Via Crucis, realizzate all'inizio del XIX secolo dagli artisti Gaetano Gandolfi, Francesco Giusti, Pietro Fancelli, Francesco Capuri, Jacopo Alessandro Calvi, Luigi Ruvadini, Filippo Pedrini ed Ercole Petroni, il quadro ritraente la Trinità con i santi Pietro e Paolo, dipinto nel XVIII secolo dal già citato Gaetano Gandolfi, i quindici ovali dei Misteri del Rosario, risalenti o alla fine del Settecento o all'inizio del Ottocento, il quadro raffigurante il Transito di San Giuseppe attorniato da Gesù e dai santi Maria, Antonio Abate e Antonio da Padova, eseguito da Antonio Crespi, il settecentesco gruppo in terracotta del Compianto su Cristo e il cinquecentesco crocifisso ligneo.